# Alpha TV
Alpha TV — греческий частный информационно-развлекательный телеканал.

## История
Канал Alpha TV создан в 1993 году под названием «Skai TV» (греч. ΣΚΑΪ TV) греческим судовладельцем и медиамагнатом Аристидом Алафузосом. Кроме ΣΚΑΪ TV Алафузос владел газетой «Катимерини». В отличие от других частных каналов, вещание новой станции сосредоточено главным образом на спорте и информации, что делает его главным конкурентом Mega Channel и ANT1. Однако канал не стал настолько успешным, как ожидалось, и в 1999 году продан предпринимателю Димитрису Контоминасу.
Новый владелец начал процесс обновления канала, кульминацией которого в 2000 году стало изменение названия на Alpha TV. Программа вещания стала общей, призванной найти целевую аудиторию в возрасте старше 45 лет, включала наряду с развлечениями новости и кинофильмы. Также начато спутниковое вещание для каналов для Океании, Северной Америки и Европы. Благодаря новой концепции Alpha TV стал третьим по популярности каналом в стране.
В 2008 году Димитрис Контоминас продал контрольный пакет акций Alpha TV люксембургскому медиа-холдингу RTL Group, который стал новым владельцем. RTL Group — крупный производитель телевизионного контента, контролируемый немецкой компанией Bertelsmann. RTL Group контролирует 32 телеканала и 32 радиостанции в 11 странах мира.
В 2012 году группа RTL Group продала свою долю Димитрису Контоминасу и он стал единственным владельцем.
В 2018 году 50,1% акций приобрела группа семья Вардинояннис, в 2019 году семья Вардинояннис приобрела оставшиеся 49,9% акций у Димитриса Контоминаса.

## Радиостанции
- Alpha 98.9
  - Ράδιο Άλφα 104 FM
  - Ξάνθη FM 100 Stereo
  - Alpha News 106.2 (Иерапетра)
  - Alpha FM
  - Alpha Πάτρας
  - Alpha News 95.5
  - Ράδιο Πρώτο (Кос)
  - Ιωάννινα 9.84 FM
  - Ράδιο Άλφα
  - Alpha Καστοριάς (Кастория)
  - Alpha ΣΠΟΡ 89FM
  - Αρμονία FM (Самос)
  - Star FM 97.1
  - Alpha Mike (Афины)
  - Alpha 96.5
  - Alpha Σερρών 102.7